# Macizo del Pico del Lobo-Cebollera
El macizo del Pico del Lobo-Cebollera es un espacio natural protegido de la sierra de Ayllón, en el noroeste de la provincia de Guadalajara (España). Comprende un espacio de 10 024 ha entre el pico del Lobo, el Cerrón y la peña Cebollera, en los que se encuentran ejemplos del glaciarismo del Cuaternario. Fue declarado reserva natural en 2005 y como tal fue integrado en 2011 en el parque natural de la Sierra Norte de Guadalajara.

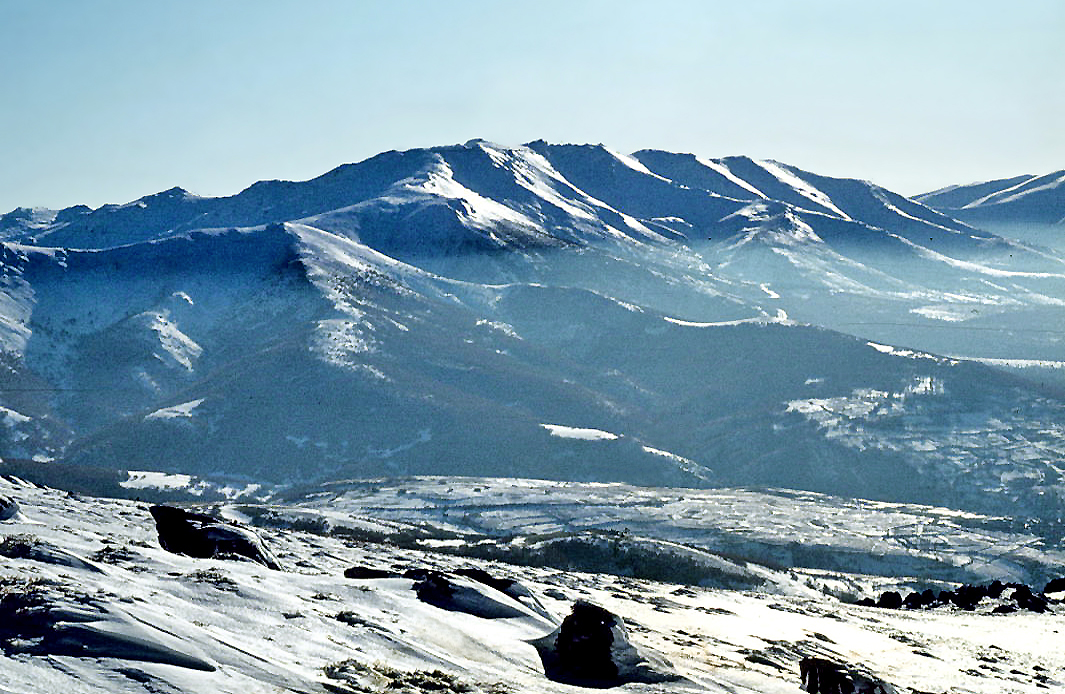
Macizo del Lobo desde la cuerda del Calamorro

La vegetación de la reserva comprende principalmente bosques eurosiberianos, tundra y rebollares húmedos, así como otras plantas de montaña. En cuanto a la fauna de montaña se incluyen el topillo nival, la musaraña ibérica, el murciélago de bosque, el halcón abejero, el bisbita arbóreo, el bisbita alpino, el alcaudón, la becada, el pechiazul, el zorzal real, el acentor alpino y el águila real.